# KIF6
KIF6 ou  kinesin family 6 est une protéine encodée chez l’homme par le gène KIF6 situé sur le chromosome 6 humain. Ce gène code pour une protéine appartenant à la famille des kinésines. Les membres de cette famille fonctionnent comme des moteurs de microtubules dans le transport d'organites intracellulaires.